# The Mistaken Bandit
The Mistaken Bandit è un cortometraggio muto del 1910 scritto, prodotto, interpretato e diretto da Gilbert M. 'Broncho Billy' Anderson.

## Produzione
Il film fu prodotto dalla Essanay Film Manufacturing Company. Venne girato in California, a Santa Barbara.

## Distribuzione
Distribuito dall'Essanay Film Manufacturing Company, il film - un cortometraggio di 170 metri - uscì nelle sale cinematografiche USA il 16 aprile 1910. Nelle proiezioni, veniva programmato con il sistema dello split reel, accorpato in un'unica bobina con un altro cortometraggio prodotto dall'Essanay, il western The Bad Man and the Preacher.